# Conura flavicans
Conura flavicans är en stekelart som beskrevs av Maximilian Spinola 1837. Conura flavicans ingår i släktet Conura och familjen bredlårsteklar. Inga underarter finns listade i Catalogue of Life.